# Kyon
Pour le département, voir Kyon (département).
Kyon est commune et le chef-lieu du département de Kyon de la province de Sanguié dans la région du Centre-Ouest au Burkina Faso.

## Éducation et santé
La commune accueille plusieurs écoles primaires ainsi qu'un centre de santé (CSPS).